# Station Zwijndrecht (Nederland)
Station Zwijndrecht is een spoorwegstation in het Zuid-Hollandse Zwijndrecht aan de spoorlijn Breda - Rotterdam. Het huidige station werd geopend in 1965. Op dit station stoppen in de huidige dienstregeling alleen Sprinters. Deze stoppen bijna altijd op het middenperron. Het station is voorzien van toegangspoortjes.

## Geschiedenis
Op 1 november 1872 werd een station geopend op de locatie Pieterman aan de Oude Stationsweg. Dit station was weliswaar centraal gelegen voor Oost-IJsselmonde, maar  moeilijk bereikbaar. In 1895 werd een nieuw station geopend op de hoek van de Ringdijk en de Burgemeester de Bruïnelaan. In 1965 werd het stationsgebouw vervangen door het huidige en later aangepast met de ombouw voor de viersporigheid van de spoorlijn.

## OV-chipkaart
Dit station is afgesloten met OVC-poorten.

## Treindienst
Het station wordt in de dienstregeling 2025 door de volgende treinseries bediend:
| Serie | Treinsoort    | Route | Bijzonderheden                                                    |
| ----- | ------------- | --- | ----------------------------------------------------------------- |
| 5000  | Sprinter (NS) | Den Haag Centraal – Den Haag HS – Delft – Schiedam Centrum – Rotterdam Centraal – Rotterdam Blaak – Rotterdam Lombardijen – Zwijndrecht – Dordrecht | Rijdt niet na 20:00 uur en in het weekend.                        |
| 5100  | Sprinter (NS) | Den Haag Centraal – Den Haag HS – Delft – Schiedam Centrum – Rotterdam Centraal – Rotterdam Blaak – Rotterdam Lombardijen – Zwijndrecht – Dordrecht |                                                                   |
| 5200  | Sprinter (NS) | Den Haag Centraal – Den Haag HS – Delft – Schiedam Centrum – Rotterdam Centraal – Rotterdam Blaak – Rotterdam Lombardijen – Zwijndrecht – Dordrecht | Rijdt enkel van maandag tot en met donderdag tot circa 19:00 uur. |

## Voorzieningen
Momenteel is het station voorzien van een Kiosk. De Wizzl die er voorheen zat is gesloten en vervangen. Tot 8 juli 2009 heeft restauratie "De Tussenstop" een vestiging gehad.

## Ontwikkeling aantal reizigers
Het aantal door NS vervoerde reizigers (per gemiddelde werkdag) ontwikkelde zich sedert 2019 als volgt:
| Jaar | Aantal reizigers |
| ---- | ---------------- |
| 2019 | 5.551            |
| 2020 | 2.653            |
| 2021 | 2.687            |
| 2022 | 3.815            |
| 2023 | 4.328            |
| 2024 | 4.341            |

## Afbeeldingen

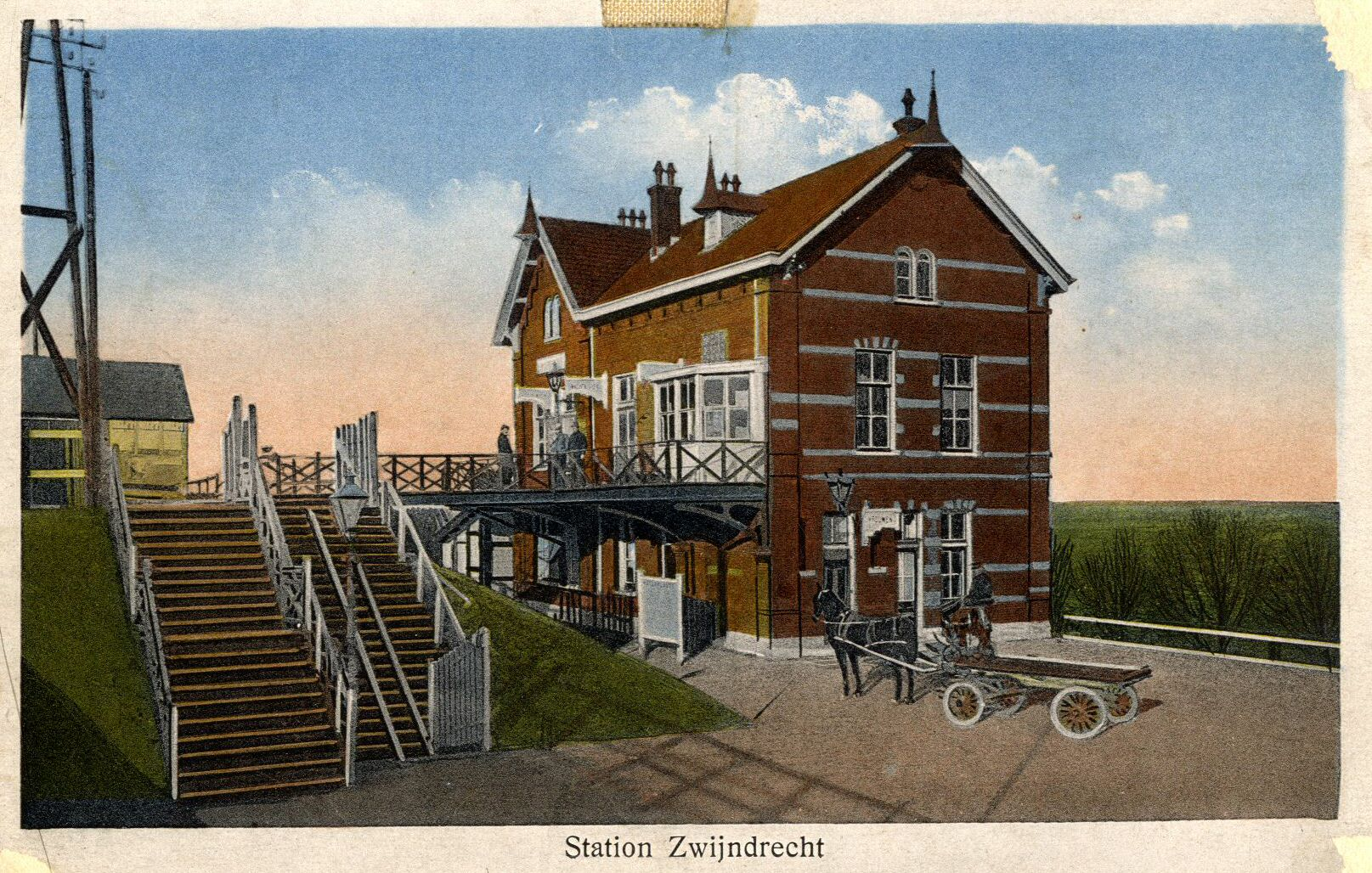
Station tussen 1915 en 1920
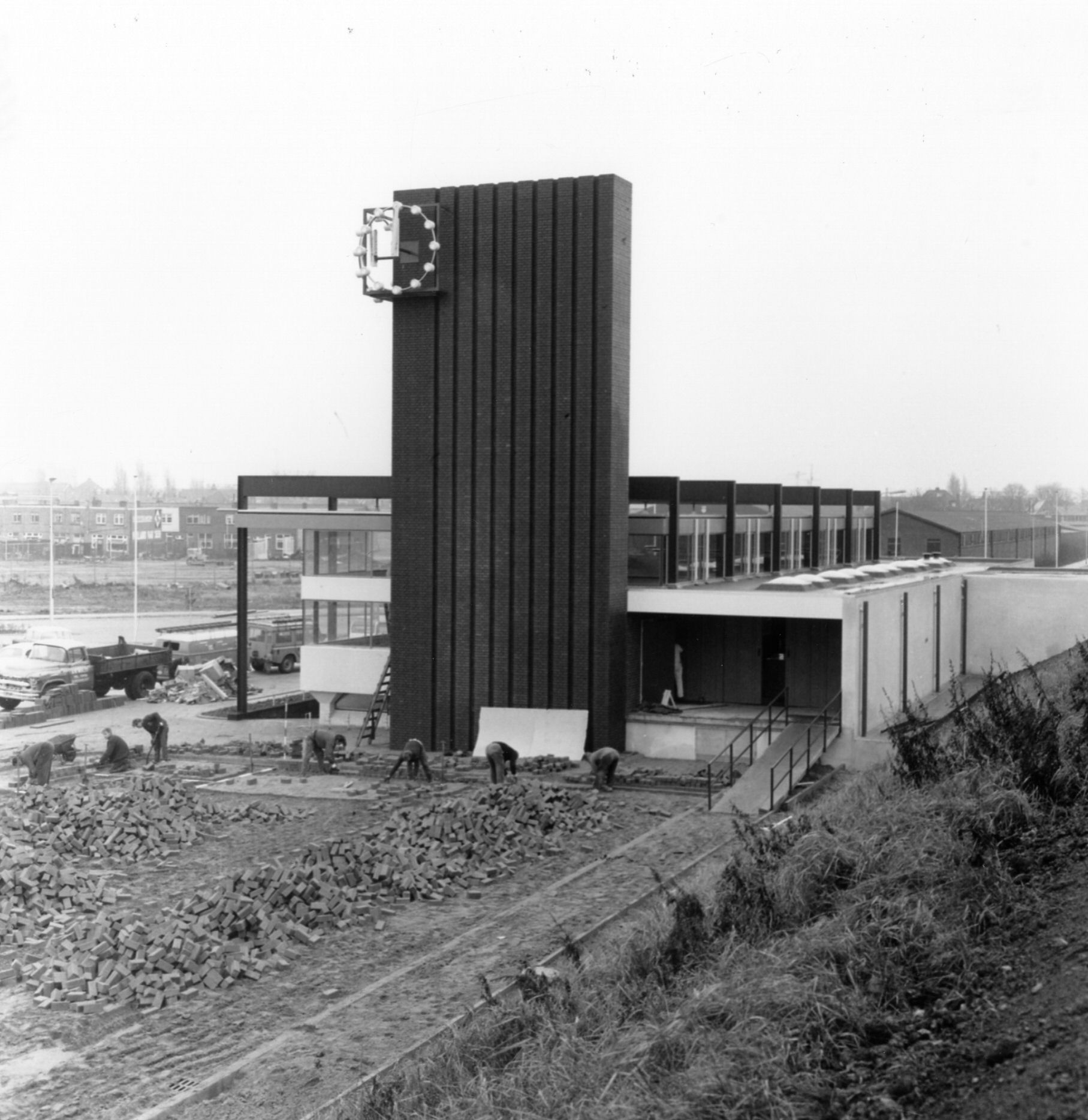
Nieuw station in aanbouw (1965)
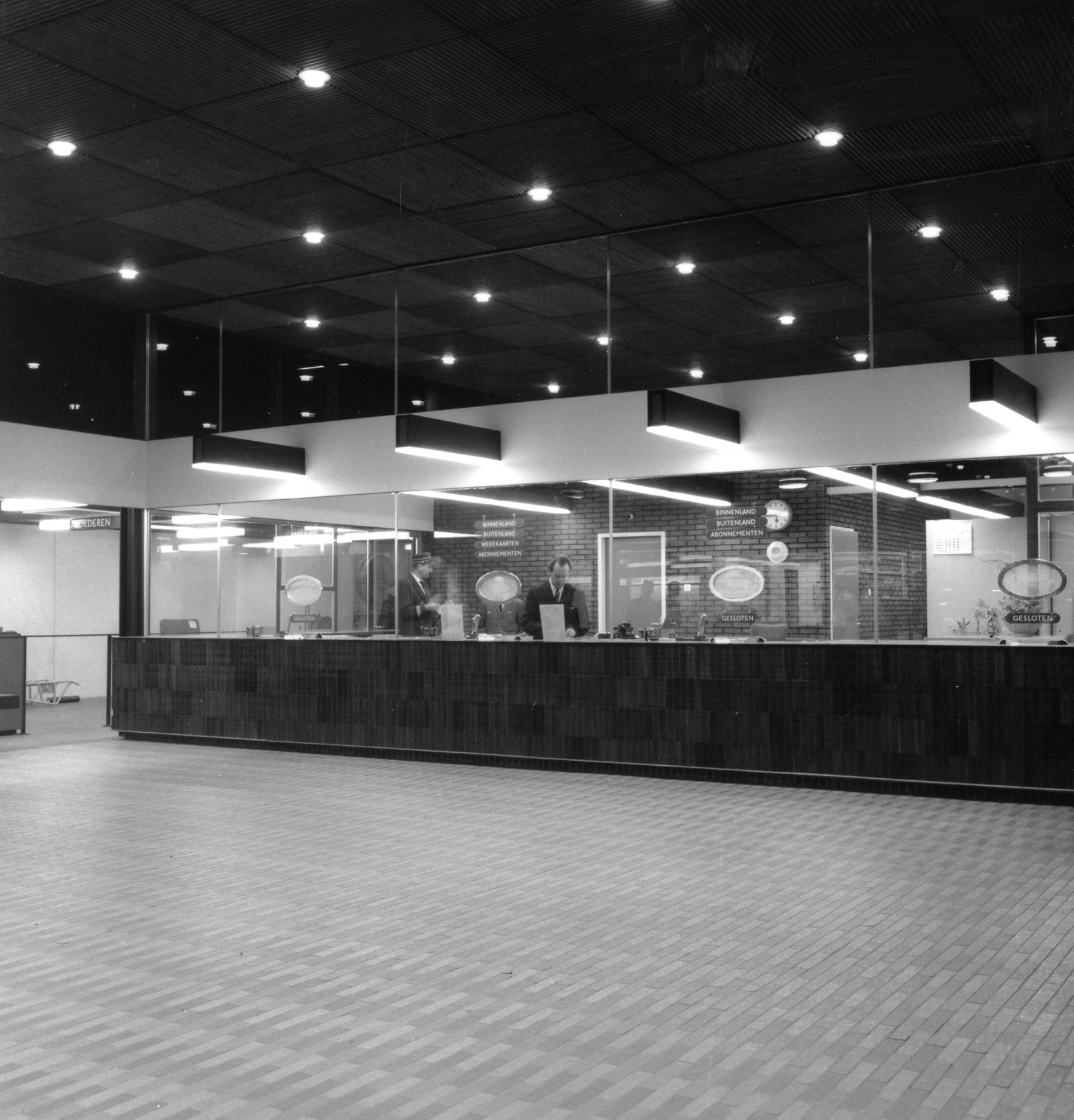
Loketten op het station (1967)
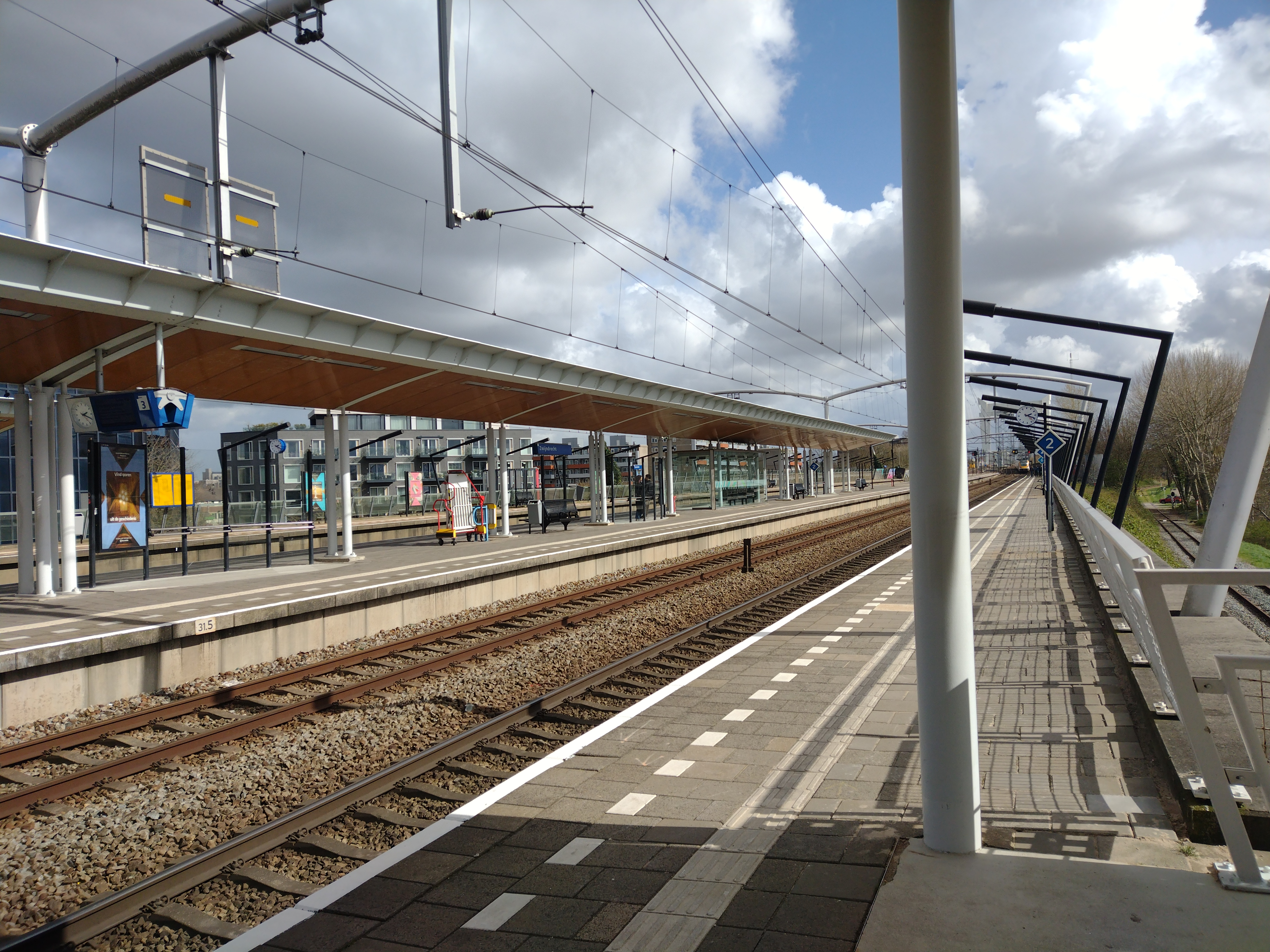
De perrons van het station
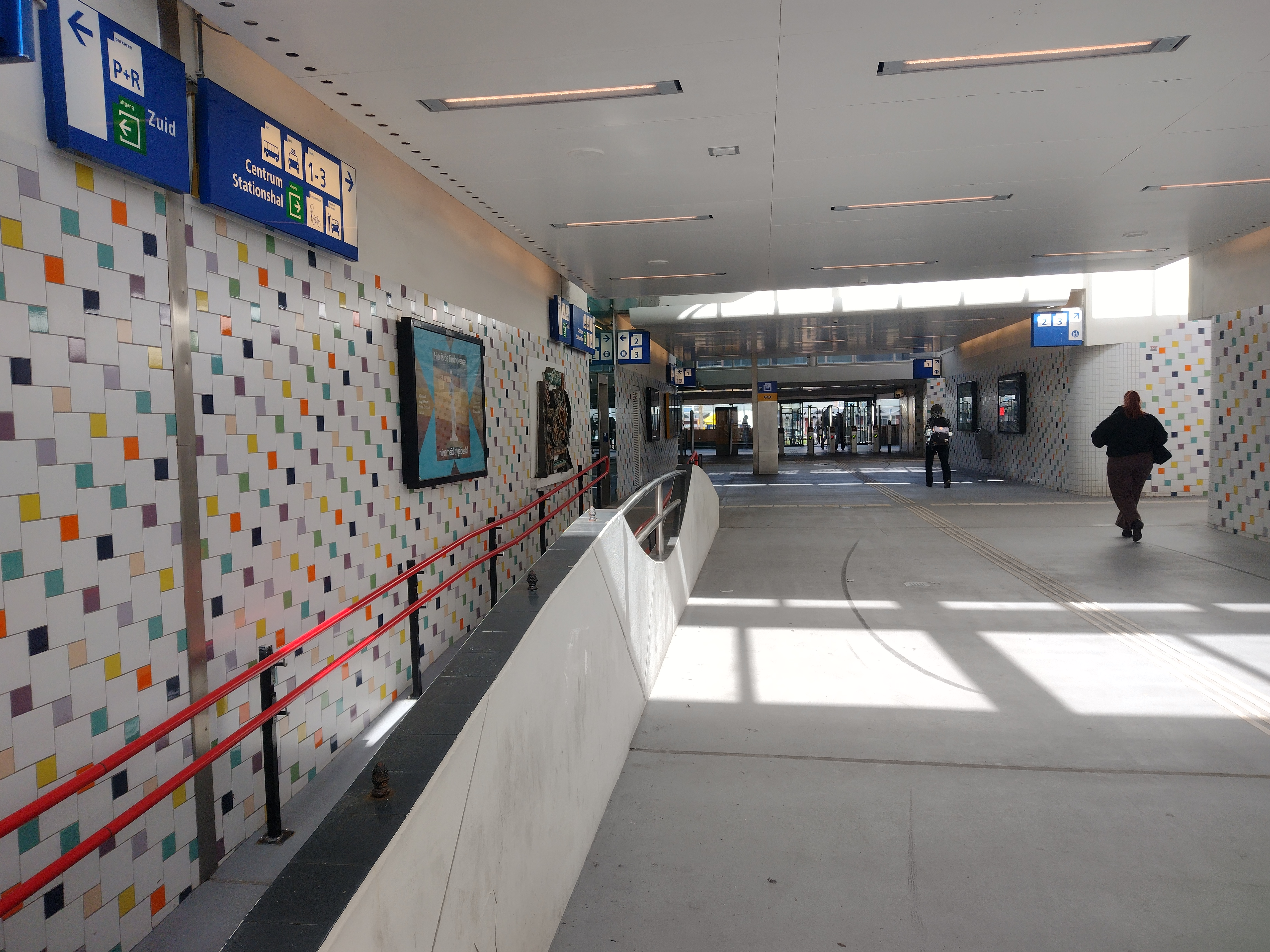
Stationshal
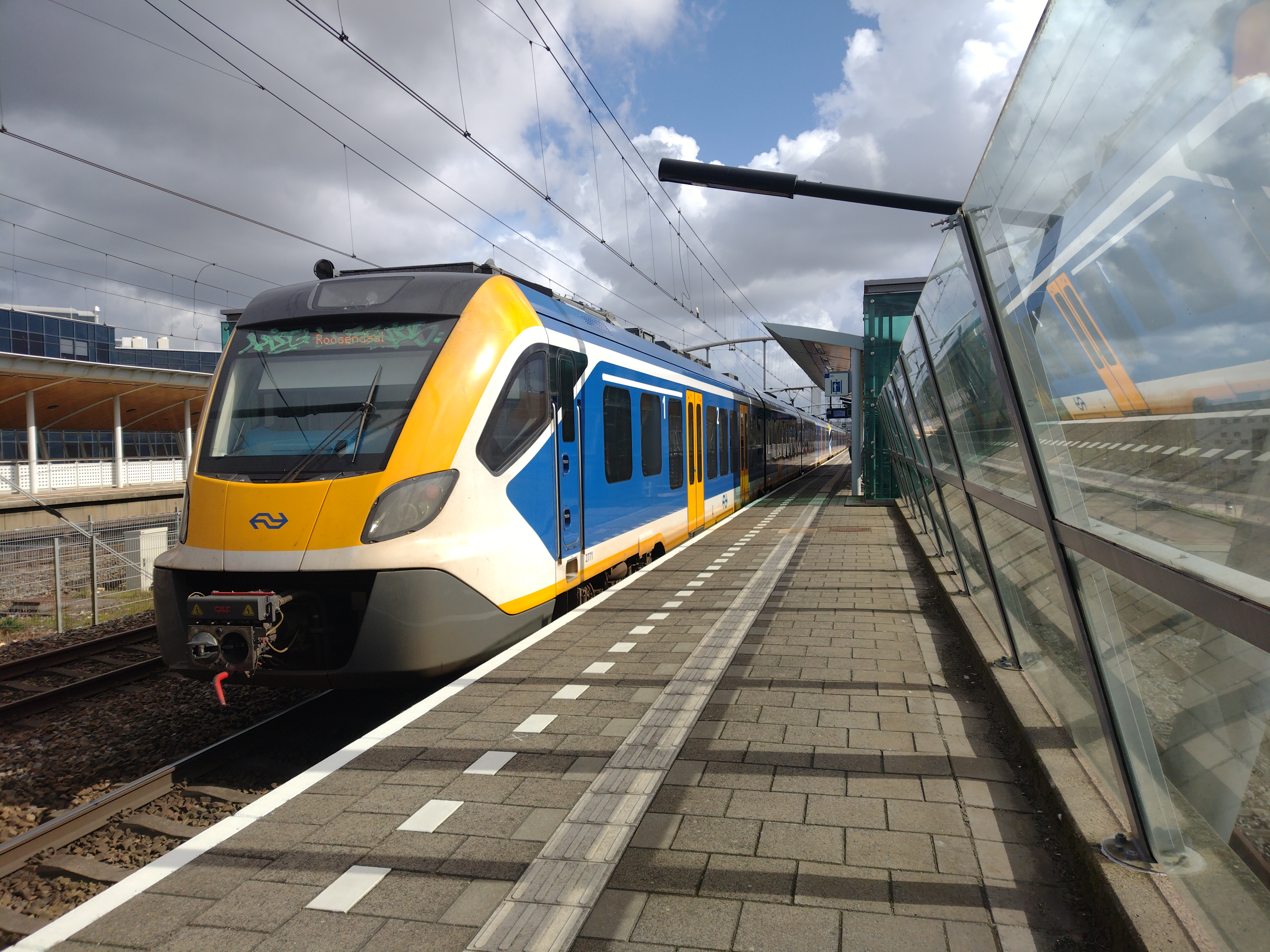
SNG op het station
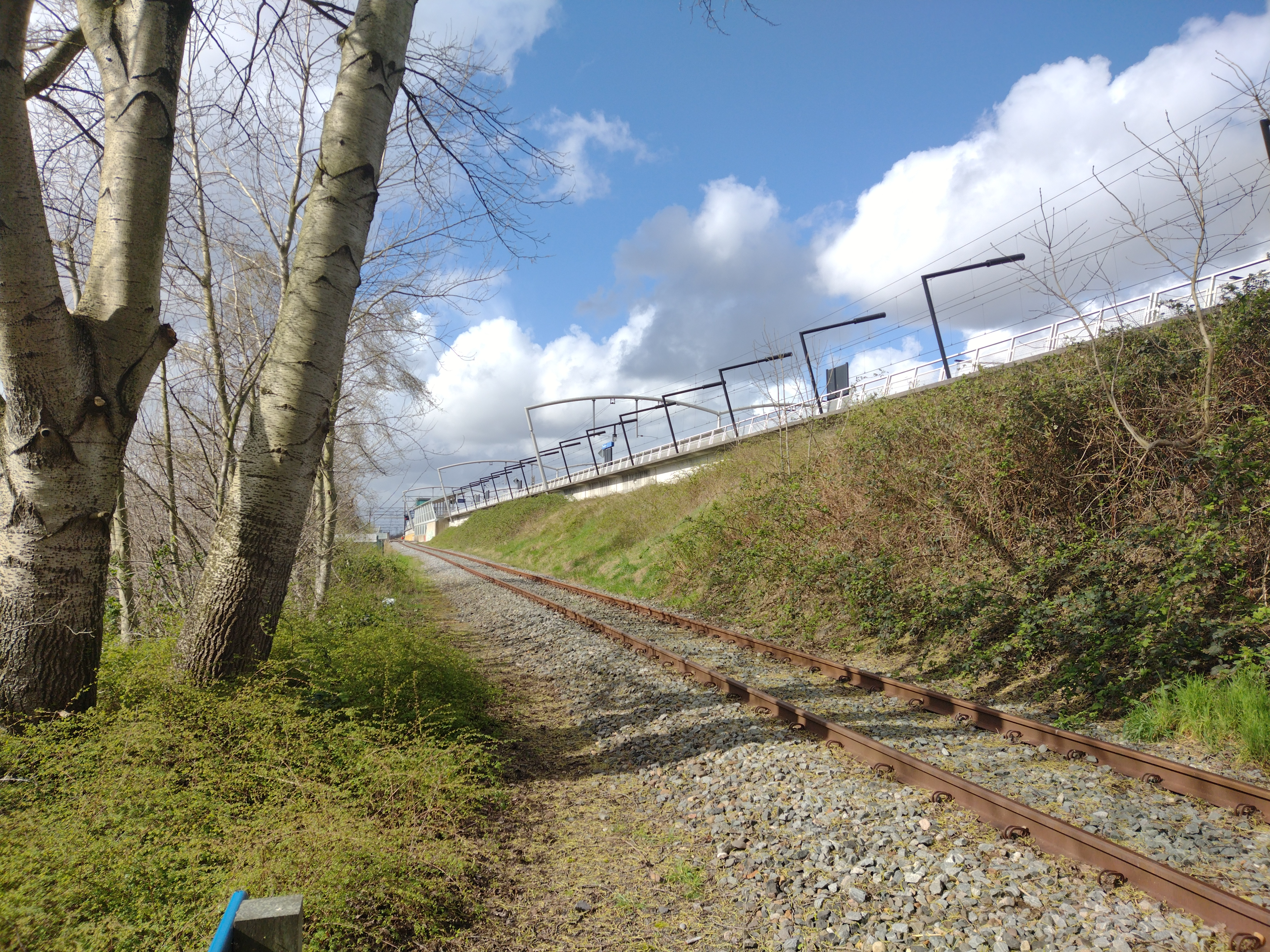
Aftakking van het spoor voor goederentreinen